# 블리치: 히트 더 소울
Bleach: Heat the Soul는 블리치의 게임이다. 플레이스테이션 포터블용 게임이며, 소니 컴퓨터 엔터테인먼트에서 제작하였다. 총 7편으로 이루어져 있으며, 일본에서만 공개되었다.

## 같이 보기
- 블리치의 게임 목록
- 플레이스테이션 포터블 게임 목록